# Gehyra incognita
Gehyra incognita (північна пілбарська прихована дтелла) — вид геконоподібних ящірок родини геконових (Gekkonidae). Ендемік Австралії. Описаний у 2018 році.

## Поширення і екологія
Північні пілбарські приховані дтелли мешкають в прибережних районах Пілбари у Західній Австралії. Вони живуть на акаціях, що ростуть в тріодієвих пустищах.